# Evangeliar von Mokwi
Das Evangeliar von Mokwi (georgisch მოქვის ოთხთავი oder georgisch მოქვის სახარება, mɔkʰvɪs ɔtʰχtʰɑvɪ oder mɔkʰvɪs sɑχɑrɛbɑ) ist ein georgisches handschriftliches liturgisches Buch aus dem 14. Jahrhundert mit den Evangelien des Neuen Testaments. Das Buch besteht aus insgesamt 328 Blättern mit zahlreichen Miniaturmalereien; die Größe jeder Seite beträgt 30 × 23 cm.

Miniaturen im Evangeliar von Mokwi

## Geschichte
Das Buch wurde von dem Kalligrafen Eprem im Jahr 1300 im Auftrag des Bischofs Daniel für die Kirche von Mokwi im westlichen Georgien (Abchasien) geschaffen. Eprem wird in der wissenschaftlichen Literatur auch als Schöpfer der zahlreichen Miniaturen angesehen. Eine ganzseitige Miniatur auf der letzten Seite des Manuskripts zeigt den knienden Auftraggeber Bischof Daniel mit der Gottesmutter.
Seit den 1880er Jahren wurde das Evangeliar im Kloster Gelati aufbewahrt. Nach der Besetzung Georgiens durch die Rote Armee (1921) brachte der georgische Historiker und Archäologe Ekwtime Taqaischwili im Auftrag der georgischen Exilregierung neben den anderen wertvollen Stücken des georgischen Kulturerbes auch das Evangeliar von Mokwi nach Frankreich, um es vor Plünderung durch die Besatzer zu retten. Erst im Jahr 1945 konnte Taqaischwili den Staatsschatz zurück nach Georgien bringen. Heute wird das Evangeliar im Georgischen Nationalen Handschriftenzentrum Tiflis unter der Signatur Q 902 aufbewahrt.

## Gestaltung

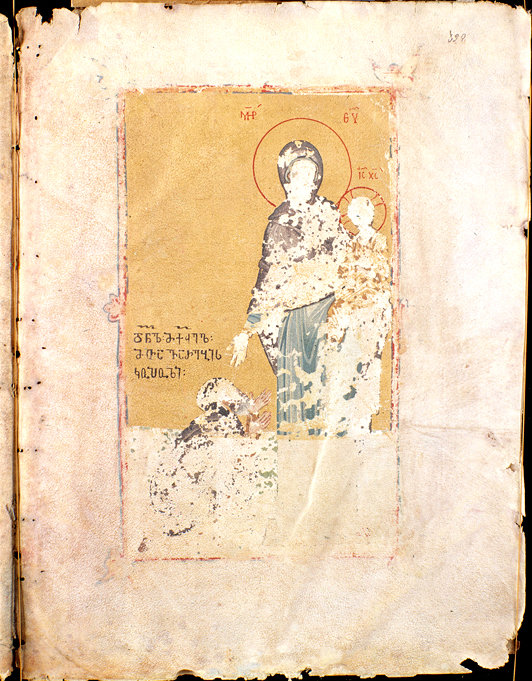
Beschädigte Miniatur mit kniendem Bischof Daniel vor der Muttergottes

### Schrift
Der Text ist georgisch mit der georgischen Schrift Nuschuri in zwei Spalten geschrieben. Die Titel sind mit der Schrift Assomtawruli geschrieben. Das Schreibmaterial ist Pergament.

### Buchschmuck
Das Evangeliar ist mit Miniaturen und ornamentalem Dekor reich geschmückt. Es gibt insgesamt 531 Initialen und 152 viereckige Miniaturen, die im inhaltlich entsprechenden Text eingegliedert sind. Blattgold wird als Untergrund verwendet und die Farben werden auf der oberen Schicht aufgetragen. Diese Technik der Malerei ist einzigartig für die mittelalterliche georgische Buchkunst. Die Miniaturen sind stark beschädigt. Einige Untersuchungen haben gezeigt, dass die Schäden hauptsächlich auf die einzigartige Technik der Buchmalerei zurückzuführen sind. In den Jahren 2010 bis 2014 wurde das Evangeliar mehrmals diagnostiziert und konserviert. Nach der letzten Konservierung durch den Restauratoren des Georgischen Nationalen Handschriftenzentrums und die deutsche Spezialistin Andrea Pataki-Hundt erklärte das Handschriftenzentrum offiziell, dass der lange Prozess der Konservierung im Jahr 2014 erfolgreich beendet wurde.